# 최후의 카운트다운 (1980년 영화)
최후의 카운트다운(The Final Countdown)은 미국에서 제작된 돈 테일러 감독의 1980년 SF, 드라마, 모험, 전쟁 영화이다. 커크 더글라스 등이 주연으로 출연하였고 피터 더글러스 등이 제작에 참여하였다.

## 출연

### 주연
- 커크 더글라스
- 마틴 쉰
- 캐서린 로스
- 제임스 파렌티노
- 론 오닐
- 찰스 더닝

### 조연
- 빅터 모히카
- 제임스 C. 로렌스
- 오순택
- 조 로우리
- 알빈 잉
- 마크 토머스

## 제작진
- 협력프로듀서: 로이드 카우프만
- 미술: 페르난도 카레르
- 의상: 레이 서머스

## 같이 보기
- 필라델피아 실험